# Vlad Miriță
Vlad Miriță (Târgoviște, 2 augustus 1981) is een Roemeens zanger.

## Biografie
Miriță is vooral bekend vanwege zijn deelname aan het Eurovisiesongfestival 2008, dat gehouden werd in de Servische hoofdstad Belgrado. Samen met Nico bracht hij het nummer Pe-o margine de lume. Roemenië eindigde op de twintigste plek.
1994: Dan Bittman · 
1998: Mălina Olinescu · 
2000: Taxi · 
2002: Monica Anghel & Marcel Pavel · 
2003: Nicola · 
2004: Sanda Ladoși · 
2005: Luminița Anghel & Sistem · 
2006: Mihai Trăistariu · 
2007: Todomondo · 
2008: Nico & Vlad Miriță · 
2009: Elena Gheorghe · 
2010: Paula Seling & Ovi · 
2011: Hotel FM · 
2012: Mandinga · 
2013: Cezar · 
2014: Paula Seling & Ovi · 
2015: Voltaj · 
2017: Ilinca feat. Alex Florea · 
2018: The Humans · 
2019: Ester Peony · 
2021: Roxen · 
2022: WRS · 
2023: Theodor Andrei